# Ipermestra (Vivaldi)
Ipermestra (RV 722) è un dramma per musica in tre atti di Antonio Vivaldi su libretto di Antonio Salvi.
Seconda opera commissionata dal Teatro della Pergola per Vivaldi, probabilmente grazie all'influenza dei cantanti ingaggiati dal teatro per la stagione (soprattutto Annibale Pio Fabbri e Lucia Lancetti, che avevano già collaborato varie volte in passato con Vivaldi)